# Малий Березний (пункт контролю)
48°51′51″ пн. ш. 22°26′34″ сх. д. / 48.86417° пн. ш. 22.44278° сх. д.
Мали́й Березни́й — пункт пропуску через державний кордон України на кордоні із Словаччиною.
Розташований у Закарпатській області, Великоберезнянський район, поблизу однойменного села на автошляху Р53. Із словацького боку знаходиться пункт пропуску «Убля», Пряшівський край, автошлях 74 у напрямку Снина.
Вид пункту пропуску — автомобільний, пішохідний та для велосипедистів. Статус пункту пропуску — міжнародний.
Характер перевезень — пасажирський, вантажний (до 3,5 т).
Окрім радіологічного, митного та прикордонного контролю, пункт пропуску «Малий Березний» може здійснювати лише фітосанітарний, ветеринарний та екологічний контроль.
Пункт пропуску «Малий Березний» входить до складу митного посту «Ужгород» Закарпатської митниці. Код пункту пропуску — 30506 10 00 (11).